# Лаваллетт
Лаваллетт (англ. Lavallette) — боро в Ошене (Нью-Джерси, США). Согласно переписи 2010 года, население составляет 1875 человек. Лаваллетт расположен на Барнегате Пенинсула.
Лаваллетт был зарегистрирован в качестве боро Легислатурой Нью-Джерси 21 декабря 1887 года по итогам референдума, который прошёл 19 декабря того же года.
Лаваллетт назван в честь Эли А. Ф. Ла Валлетта, который был одним из первых контр-адмиралов ВМС США после того, как президент Авраам Линкольн учредил это звание в июле 1862 года, и который был отцом Альберта Т. Лаваллетта, одного из основателей боро.
В 2008 году журнал New Jersey Monthly поставил Лаваллетт на 8 место в списке «Лучшие места для жизни» в Нью-Джерси.

## География
По данным Бюро переписи населения США, Лаваллетт имеет общую площадь в 2,50 км2. Из них 2,11 км2 приходятся на сушу, а 0,38 км2 — на воду.
Боро граничит с Томс-Ривером.

## Население
| Год переписи                                                                                           | Нас. |  | %±     |
| --- | ---- |  | ------ |
| 1900                                                                                                   | 21   |  | —      |
| 1910                                                                                                   | 42   |  | 100%   |
| 1920                                                                                                   | 117  |  | 178,6% |
| 1930                                                                                                   | 287  |  | 145,3% |
| 1940                                                                                                   | 315  |  | 9,8%   |
| 1950                                                                                                   | 567  |  | 80%    |
| 1960                                                                                                   | 832  |  | 46,7%  |
| 1970                                                                                                   | 1509 |  | 81,4%  |
| 1980                                                                                                   | 2072 |  | 37,3%  |
| 1990                                                                                                   | 2299 |  | 11%    |
| 2000                                                                                                   | 2665 |  | 15,9%  |
| 2010                                                                                                   | 1875 |  | −29,6% |
| 1900–2010 — перепись населения. Источники: 1900-2000 1900-1920 1900-1910 1910-1930 1930-1990 2000 2010 |      |  |        |

## Дороги и магистрали
По состоянию на май 2010 года в Лавалетте было в общей сложности 26,63 км дорог.